# Alfred Hugenberg
Alfred Ernst Christian Alexander Hugenberg (19. června 1865, Hannover – 12. března 1951, Kükenbruch) byl německý nacionalistický a konzervativní politik a podnikatel.

## Život
Narodil se jako syn poslance Pruského parlamentu Karla Hugenberga. V letech 1883 až 1888 studoval práva v Göttingenu, Heidelbergu a v Berlíně a ekonomii ve Štrasburku.
Roku 1900 se oženil se svou vzdálenou sestřenicí. V letech 1903–1907 působil jako úředník na ministerstvu financí, od roku 1909 až do roku 1918 byl členem vedení Friedrich Krupp AG v Hesensku.
Od roku 1916 začal budovat později známý Hugenbergův koncern, konglomerát novin, nakladatelství, filmových společností a reklamních agentur.
Roku 1918 vstoupil do Německé národně lidové strany (DNVP), kterou také reprezentoval v parlamentu. Předsedou strany se stal po špatném volebním výsledku v roce 1928 a zůstal jím až do rozpuštění strany. Pod Hugenbergovým vedením se strana ještě více vyhranila vůči systému Výmarské republiky, zradikalizovala se ve svém nacionalismu a definitivně opustila své někdejší monarchistické názory. V roce 1929 postavila strana, i přes mnohé názorové neshody, společnou kandidátku při volbách do Reichstagu s NSDAP a organizací Der Stahlhelm. Toto uskupení obdrželo 14 % odevzdaných hlasů. V letech 1931 až 1932 stála DNVP v opozici vůči druhé Brüningově vládě, ale její členové byli zastoupeni v kabinetech Franze von Papena i Kurta von Schleichera.
Po jmenování Hitlerova kabinetu v lednu 1933 v něm působil ve funkcích ministra hospodářství a ministra výživy. Byl i ve vládě, kterou jmenoval Hitler 14. března 1933, ale když zjistil, že jeho strana sice formálně kontroluje čtyři ministerstva, ale moc v zemi fakticky přebírají nacisté, podal v červnu 1933 ve snaze vyvolat pád vlády demisi. Jeho demise však k ničemu nebyla a DNVP byla rozpuštěna.
Postupně byl nacisty donucen jim prodat své společnosti. Po druhé světové válce byl v letech 1946–1951 v britské internaci, zemřel roku 1951 v Kükenbruchu.

## Mediální magnát
Alfred Hugenberg podnikal i v oblasti mediálního průmyslu. "Aby mohl ovlivňovat tisk a tím i veřejné mínění, vydal se Hugenberg pěti odlišnými, ale navzájem propojenými cestami:
1. monopolizací zadávání inzerce
2. převzetím Scherlova nakladatelství a tím pádem i vlivu nad jeho novinami a časopisy
3. podmaněním stávajících zpravodajských agentur
4. ovládnutím matricové agentury
5. podporováním aktivit ve filmovém průmyslu.“[1]

Hugenberg vlastnil inzerentní společnost Ala-Anzeiger AG, filmové studio UFA, nakladatelskou instituci VERA Verlagsanstalt, která pomáhala vydavatelstvím v těžké finanční situaci. Dále vlastnil Telegraphen-Union (Telegrafní unii) čili tiskovou kancelář, konkurenci k původní jediné německé tiskové kanceláři Wolff Telegraph Bureau. Ta vznikla v roce 1913 sloučením několika jiných agentur.
Zmíněná inzerentní společnost Ala zvládla po svém nástupu na trh se spojit se s několika dalšími společnostmi, ke kterým zaujala vlastnický vztah a spojila je do jedné. Následně tak zlikvidovala konkurenci Haus Mosse (Mosseho nakladatelství), to muselo v roce 1932 vyhlásit konkurz.
Díky zakoupení Scherlova nakladatelství získal následující novinové tituly:
- Der Tag
- Berliner Lokalanzeiger
- Berliner Illustrierte Nachtausgabe
- Die Woche
- Scherl Magazin
- Gartenlaube
- Silberspiegel
- Allgemeiner Wegweiser
- Scherls-Wohnugs-Zeitung
- Filmwelt
- Denken und Raten
- Das Grundeigentum
- Der Kinematograph
- Echo
- Deutsche technische Auslandszeitschrif